# 3999 Aristarchus
A 3999 Aristarchus (ideiglenes jelöléssel 1989 AL) a Naprendszer kisbolygóövében található aszteroida. Takuo Kojima fedezte fel 1989. január 5-én.